# Emilio Guerra
José Emilio Guerra Rodríguez (n. 15 martie 1982, Vélez-Málaga), cunoscut ca Emilio Guerra, este un fotbalist spaniol, care evoluează pe postul de atacant la clubul din țara sa natală, Vélez CF.